# Alexandr Oniščenko
Alexandr Oniščenko (* 17. července 1957, Černihiv, Ukrajina) je akademický malíř, který pochází z Ukrajiny.

## Život
Po rozpadu SSSR v roce 1991 zamířil do Československa. Bydlí ve zrušeném kostelíku sv. Jana Nepomuckého barokního slohu na Chloumku na Mělníku, který opravil.
Za své dílo byl odměněn vyznamenáním Masarykovy akademie věd (1998).